# Poon Lim
Poon Lim o Lim Poon BEM (8 de marzo de 1918-4 de enero de 1991) fue un marinero chino que sobrevivió 133 días a la deriva solo en el Atlántico Sur.
Lim trabajaba como cocinero en el buque mercante británico SS Benlomond cuando fue hundido por un submarino alemán el 23 de noviembre de 1942. Después de unas cuantas horas en el agua, Lim encontró una balsa de madera cuadrada de 2,4 metros de lado que contenía algo de comida y agua. Cuando las reservas empezaron a agotarse, recurrió a la pesca, a atrapar aves marinas y a recoger agua de lluvia. El 5 de abril de 1943 fue rescatado por tres pescadores brasileños cuando se aproximaba a la costa de Brasil. Después de volver al Reino Unido fue condecorado con la medalla de la Orden del Imperio Británico por el rey Jorge VI. Tras la guerra, Lim emigró a los Estados Unidos. 

## Náufrago
Lim nació en Hainan, China, en 1918. En 1942, durante la Segunda Guerra Mundial, trabajaba como cocinero en el buque mercante armado británico SS Benlomond (a veces llamado "Ben Lomond"), que iba de Cape Town a Paramaribo, Guayana Neerlandesa y a Nueva York. El buque estaba armado, pero se desplazaba lentamente y navegaba en solitario en lugar de hacerlo en convoy.
El 23 de noviembre, el submarino alemán U-172 interceptó y disparó al Beck Lomond con dos torpedos en la posición 0°18′N 38°27′O / 00.30, -38.45, a unas 750 millas al este del Amazonas. Mientras el barco se hundía, Poon Lim tomó un chaleco salvavidas y saltó por la borda antes de que las calderas del buque estallaran. El barco se hundió en dos minutos, lo que provocó que 53 de los 54 tripulantes desaparecieran, incluyendo al capitán, a 44 marineros y a ocho artilleros, convirtiéndose Lim en el único superviviente.  
Después de pasar aproximadamente dos horas en el agua encontró una balsa de madera cuadrada de 2,4 metros de lado aprox. y se encaramó a ella. La balsa contenía varias latas de galletas, un jarro con agua de 40 litros de capacidad, algo de chocolate, una bolsa con terrones de azúcar, varias bengalas, dos botes de humo y una linterna.
Poon Lim pudo mantenerse inicialmente vivo gracias al agua y la comida de la balsa, pero más tarde tuvo que recurrir a pescar y a recoger agua de lluvia, empleando la lona del chaleco salvavidas como cubierta. Como no sabía nadar muy bien, solía atarse en la muñeca una cuerda unida al bote, en caso de caer al agua. Tomó un cable de la linterna y se hizo un anzuelo, empleando cuerda de cáñamo como sedal.
También extrajo un clavo de la balsa de madera y lo dobló hasta fabricarse otro anzuelo para peces de mayor envergadura. Cuando capturaba un pez, lo abría empleando un cuchillo que se fabricó a partir de una lata de galletas y lo ponía a secar sobre un cordel de cáñamo sobre la balsa. En cierta ocasión le alcanzó una gran tormenta, arruinándole el pescado y ensuciándole el agua dulce. Poon, a duras penas aún vivo, consiguió atrapar un pájaro y beberse su sangre para sobrevivir.
Cuando divisaba tiburones, no nadaba. En lugar de ello, se preparaba para capturar alguno. Usaba los restos de los pájaros que había capturado como cebo. El primer tiburón que capturó no era mayor de una cuarta. Éste se tragó el cebó y tiró del sedal con fuerza, pero Poon Lim, prudentemente, había reforzado la línea hasta conseguir el doble de grosor. También se había envuelto las manos con la lona, de manera que le permitieran realizar la captura. El tiburón le atacó una vez que lo había traído a bordo de la balsa, así que empleó el jarro medio lleno con agua del mar como arma. Después de dominarlo, Ponn Lim lo abrió y sorbió la sangre del hígado. Dado que no llovía, se había quedado sin agua y tenía que mitigar su sed de cualquier manera. Le cortó las aletas y las puso a secar al sol - una exquisitez típica de Hainan.
En dos ocasiones algunos navíos pasaron cerca de él: primero un carguero, más tarde un escuadrón de aviones de la Armada de los Estados Unidos. Poon afirmaba que el carguero llegó a divisarle, pero que no le rescató porque era asiático, pensando la tripulación que provendría de alguna embarcación japonesa hundida. Los aviones de la Armada sí que lo vieron, dejando caer uno de ellos una boya de señalización al agua. Desafortunadamente para Poon, una fuerte tormenta azotó el área al mismo tiempo y se perdió de nuevo. También fue descubierto en otra ocasión por un submarino alemán, que había estado realizando simulacros de tiro disparándole a las gaviotas.
Al principio,  contaba los días haciendo nudos en una cuerda, pero después pensó que no tenía sentido seguir contando los días y empezó a contar las lunas llenas.

## En tierra
El cinco de abril de 1943, después de 133 días en la balsa de supervivencia, Ponn Lim se aproximó a tierra y a la entrada de un río. Días más tarde, se dio cuenta de que estaba cerca de la tierra ya que el color del agua había cambiado; ya no era el azul oscuro del océano. Tres pescadores brasileños lo rescataron y lo llevaron a Belém tres días más tarde. 
A lo largo de esta dura experiencia, Poon Lim perdió 9 kg, pero aun así era capaz de andar sin ayuda después del rescate. Pasó cuatro semanas en un hospital brasileño, organizándole el consulado británico el viaje de vuelta a Gran Bretaña vía Miami y Nueva York. 
Cuando se le comentaba que nadie había sobrevivido tanto tiempo solo en una balsa a la deriva en el mar, Poon Lim contestaba: “Espero que nadie tenga nunca que batir mi récord”. Algunas personas han sobrevivido más tiempo perdidas en el mar; Jesús Vidaña flotó a la deriva durante 10 meses en un bote de pesca inutilizado. En una situación similar, José Salvador Alvarenga, un pescador de El Salvador, se perdió al parecer durante 439 días, flotando desde México a las Islas Marshall. Sin embargo, nadie ha roto aún el récord de Poon Lim sobre una balsa salvavidas.  

## Repercusiones
El rey Jorge VI le otorgó la medalla de la Orden del Imperio Británico, y la  Marina Real Británica incorporó su historia a los manuales de técnicas de supervivencia. Después de la Guerra, Poon Lim decidió emigrar a los Estados Unidos, pero la cuota de inmigrantes chinos ya había sido alcanzada. Sin embargo, debido a su fama y a la ayuda del senador Warren Magnuson, se le otorgó una dispensa, obteniendo finalmente la ciudadanía estadounidense.
El escritor Alfred Bester confesó más tarde que se basó en la odisea de Poon Lim en su novela The Stars My Destination, la cual empieza con un hombre perdido en el espacio. 
Poon Lim murió en Brooklyn el 4 de enero de 1991.